# Phillipa Soo
Phillipa Soo (/ˈfɪlɪpə/; Libertyville, 31 de maio de 1990) é uma atriz e cantora estadunidense.
Soo é mais conhecida por ter originado o papel de Eliza Hamilton no musical da Broadway, Hamilton, uma performance pela qual foi indicada ao Tony Award em 2016 por Melhor Atriz em Musical. Ela também originou o papel de Natasha Rostova na produção off-Broadway de Natasha, Pierre & The Great Comet de 1812 em 2012 e o papel-título na produção de Amélie na Broadway em 2017. Mais recentemente, Soo apareceu na Broadway em The Parisian Woman, que decorreu de novembro de 2017 a março de 2018.

## Infância e educação
Soo nasceu de pai chinês-americano e mãe européia-americana. Em uma entrevista ao The Hollywood Reporter, Soo falou sobre sua educação: "Em termos de minha própria experiência, meu pai é primeira geração, então seus pais eram da China, e minha mãe nasceu e cresceu no sul de Illinois, e ela era envolvida nas artes. Meu pai é médico. Eu sempre fui encorajada [a seguir uma carreira de ator], mas a mentalidade de 'obtenha sua educação' ainda estava lá".
Soo estudou na Libertyville High School, nos subúrbios de Chicago, de 2004 a 2008. Soo se formou no programa de atuação da Juilliard School em 2012.

## Carreira

### Teatro
Depois de se formar na Juilliard em 2012, Soo foi escalada como Natasha Rostova em Natasha, Pierre & The Great Comet of 1812, de Dave Malloy, baseado no livro Guerra e Paz de Liev Tolstói. O show foi transferido de Ars Nova para outro espaço fora da Broadway, Kazino, uma tenda construída sob medida para o show.
Depois de ver sua performance no Great Comet, o diretor Thomas Kail e o compositor Lin-Manuel Miranda pediram para que ela participasse de uma leitura do musical Hamilton no início de 2014, onde ela interpretou a protagonista Eliza (Elizabeth Schuyler Hamilton). Soo continuou com o espetáculo durante as estreias Off-Broadway e Broadway. Ela recebeu uma indicação ao Tony Award de 'Melhor performance por uma atriz no papel principal em musical' em 2016, juntamente com Laura Benanti, Carmen Cusack, Jessie Mueller e a vencedora Cynthia Erivo. Soo fez sua apresentação final em Hamilton em 9 de julho de 2016 e o papel de Eliza foi assumido por Lexi Lawson. 

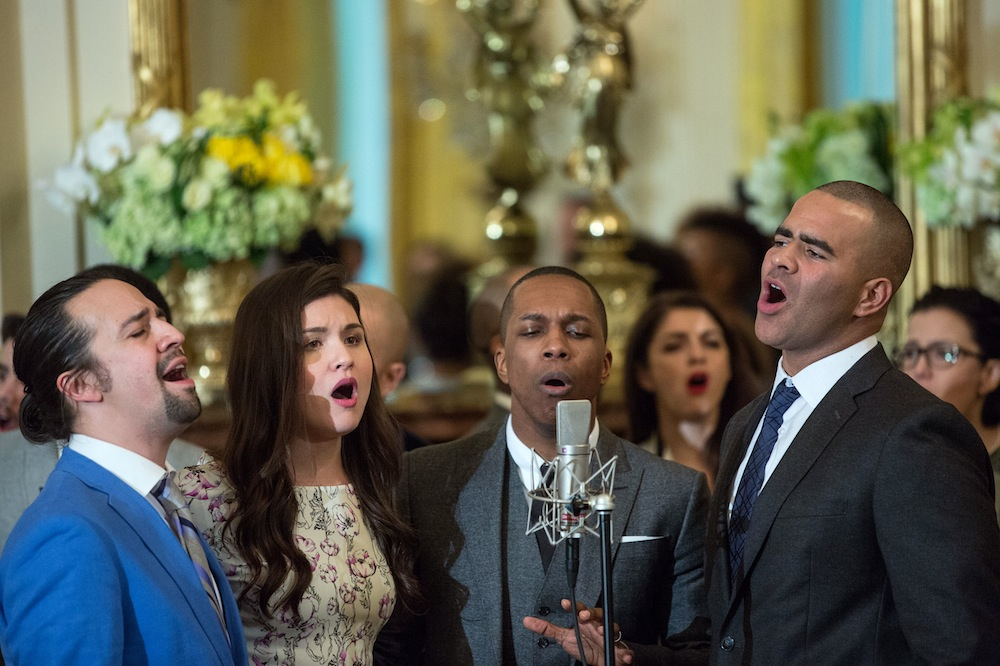
Membros do elenco original da Broadway de Hamilton na Casa Branca

Soo ingressou no papel-título no pré-Broadway de Amélie no Ahmanson Theatre em Los Angeles, de dezembro de 2016 a janeiro de 2017. Amélie começou a exibir performances na Broadway no Teatro Walter Kerr em 9 de março de 2017, abrindo oficialmente em 3 de abril. O show foi encerrado em 21 de maio de 2017.
Soo também apareceu na Broadway como Rebecca em The Parisian Woman, uma peça original de Beau Willimon. A produção foi apresentada no Hudson Theatre em 7 de novembro de 2017 e estreou em 30 de novembro por um período limitado até 11 de março de 2018.

### Cinema e televisão
Em 2013, ela foi escalada para um pequeno papel recorrente na série de televisão da NBC Smash como a personagem Lexi. Ela apareceu em cinco episódios na segunda temporada antes do cancelamento do programa. Ela teve um pequeno papel de apoio como Nia no piloto de televisão de 2014 Dangerous Liaisons, mas não foi incluída na série.
Em 2018, foi anunciado que Soo havia sido escolhida para a série da CBS The Code. O Código foi ao ar por uma temporada antes de seu cancelamento em julho de 2019

### Filantropia
Inspirada em Elizabeth Schuyler Hamilton, a personagem que ela interpretou em Hamilton, Soo iniciou a iniciativa do Eliza Project em parceria com Graham Windham, o primeiro orfanato privado da cidade de Nova York mencionado no final da peça. Por meio do projeto, Soo planeja oferecer aos alunos da Graham School oficinas de atuação, dança e rap. Segundo Soo, a principal missão do The Eliza Project é "usar as artes como um meio de expressão, como uma saída para a experiência pessoal e elevar o espírito criativo".

## Vida pessoal
Soo ficou noiva do ator Steven Pasquale em fevereiro de 2016. Eles se casaram em 24 de setembro de 2017. Em 2019, os dois estrelaram um ao outro em um episódio de The Code.

## Teatro
| Ano     | Produção                                  | Papel                        | Localização                 | Categoria              |
| ------- | ----------------------------------------- | ---------------------------- | --------------------------- | ---------------------- |
| 2012    | Natasha, Pierre & The Great Comet of 1812 | Natasha Rostova              | Ars Nova                    | Off-off-Broadway       |
| 2013–14 | Natasha, Pierre & The Great Comet of 1812 | Natasha Rostova              | Kazino Meatpacking District | Off-Broadway           |
| 2015    | Hamilton                                  | Eliza Hamilton               | The Public Theater          | Off-Broadway           |
| 2015–16 | Hamilton                                  | Eliza Hamilton               | Richard Rodgers Theatre     | Broadway               |
| 2016–17 | Amélie                                    | Amélie Poulain               | Ahmanson Theatre            | Regional, Pre-Broadway |
| 2017    | Amélie                                    | Amélie Poulain               | Walter Kerr Theatre         | Broadway               |
| 2017–18 | The Parisian Woman                        | Rebecca                      | Hudson Theatre              | Broadway               |
| 2020    | Tumacho                                   | Catalina Vucovich-Villalobos | Connelly Theater            | Off-Broadway           |

## Filmografia
| Ano  | Título                    | Papel                | Notas                           |
| ---- | ------------------------- | -------------------- | ------------------------------- |
| 2013 | Keep The Change           | Karen                | Curta metragem                  |
| 2013 | Smash                     | Lexi                 | Série de televisão, 5 episódios |
| 2014 | Dangerous Liaisons        | Nia                  | Filme para televisão            |
| 2016 | Moana                     | Vozes adicionais     |                                 |
| 2018 | Here and Now              | Oona                 |                                 |
| 2019 | The Code                  | Lieutenant Harper Li | Série de televisão              |
| 2020 | Hamilton                  | Eliza Hamilton       | Filme da peça gravada em 2016   |
| 2020 | The One and Only Ivan     | Thelma (voz)         | Pós produção                    |
| 2020 | Over the Moon             | Chang'e (voz)        | Pós produção                    |
| TBA  | The Broken Hearts Gallery | Nadine               | Completo                        |

## Prêmios e indicações
| Ano  | Prêmio                      | Categoria                                       | Trabalho                                      | Resultado |
| ---- | --------------------------- | ----------------------------------------------- | --------------------------------------------- | --------- |
| 2013 | Drama League Award          | Distinguished Performance                       | Natasha, Pierre &amp; The Great Comet of 1812 | Indicado  |
| 2014 | Lucille Lortel Award        | Outstanding Lead Actress in a Musical           | Natasha, Pierre &amp; The Great Comet of 1812 | Indicado  |
| 2015 | Lucille Lortel Award        | Outstanding Lead Actress in a Musical           | Hamilton                                      | Venceu    |
| 2015 | Clarence Derwent Award      | Most Promising Female Performer                 | Hamilton                                      | Venceu    |
| 2016 | Tony Award                  | Best Actress in a Musical                       | Hamilton                                      | Indicado  |
| 2016 | Grammy Award                | Best Musical Theater Album                      | Hamilton                                      | Venceu    |
| 2016 | Broadway.com Audience Award | Favorite Breakthrough Performance (Female)      | Hamilton                                      | Venceu    |
| 2016 | Broadway.com Audience Award | Favorite Onstage Pair (with Lin-Manuel Miranda) | Hamilton                                      | Indicado  |
| 2016 | Broadway.com Audience Award | Favorite Leading Actress in a Musical           | Hamilton                                      | Venceu    |
| 2017 | Broadway.com Audience Award | Favorite Leading Actress in a Musical           | Amélie                                        | Indicado  |
| 2018 | Broadway.com Audience Award | Favorite Featured Actress in a Play             | The Parisian Woman                            | Venceu    |